# سهل عرابة

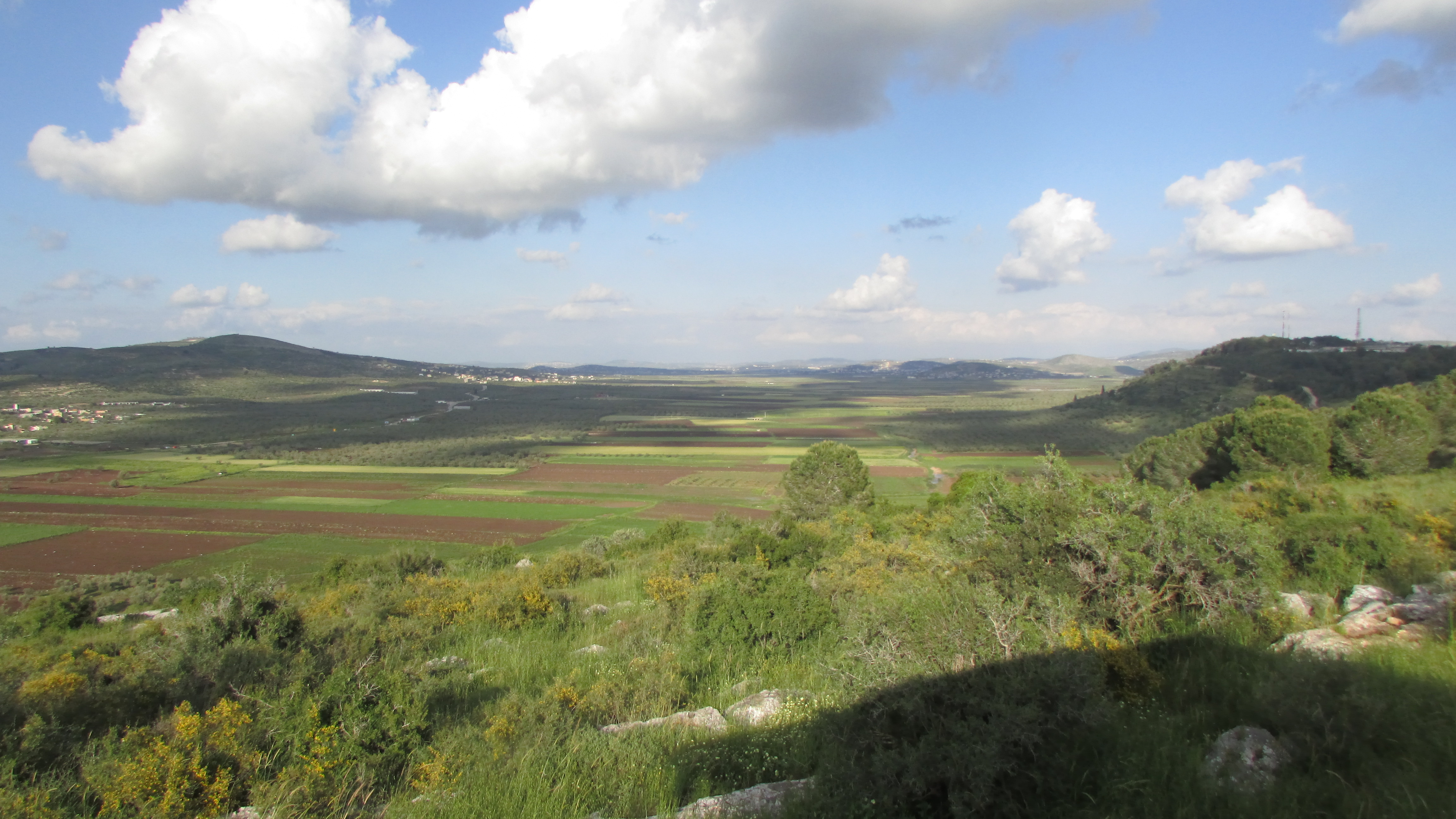
سهل عرابة

سهل عرابة هو سهل داخلي في محافظة جنين في الضفة الغربية، تتشارك عدة قرى وبلدات في ملكية أراضيه وتتطل عليه ويمتد سهل عرابه من شرق إلى غرب، أي من قباطية ومثلث الشهداء وحتى برقين شرقاً ويمتد نحو الغرب بمحاذاة كفيرت وكفر قود وعرابة حتى يصل إلى يعبد غرباً، ويشارك أهل القرى والبلدات المذكورة في استملاك وزراعة جزء كبير من سهل عرابة، ولتوفر المياه الجوفية (الآبار الارتوازي) في منطقة قباطية وبرقين فإن السكان يزرعون محصولين في السنة الواحدة، وخاصة في البيوت البلاستيكية (الدفيئات) التي أصبحت منظراً مألوفاً للغادي والرائح عبر سهل عرابة، وهو يعدّ من السهول الداخلية الخصبة الناتج من ترسبات التربة (الطميّ) حيث يحاط بسلسلة من الجبال العالية، ويفصله  (كالقمح والشعير والعدس والبرسيم والذرة والسمسم) والخضراوات (مثل: البندورة والكوسا والبامية والفقوس والخيار والبصل والشمام والملفوف والفلفل والملوخية) فيصدر إلى الأسواق الداخلية كجنين ونابلس وطولكرم، وقليل منه يصدر .إلى الأسواق الخارجية كالأردن.عن عرابة أرض جبلية وعرة. أما ما ينتجه هذا السهل من غلال كالحبوب
1. ↑  عارف، فريق موسوعة (14 أكتوبر 2023). "عرابة (جنين)". مؤرشف من الأصل في 2023-11-04. {{استشهاد بدورية محكمة}}: الاستشهاد بدورية محكمة يطلب |دورية محكمة= (مساعدة)